# Aeroporto Internacional de Baçorá
O Aeroporto Internacional de Baçorá (em árabe: مطار البصرة الدولي) (IATA: BSR, ICAO: ORMM) é um aeroporto internacional localizado na cidade de Baçorá, no Iraque, sendo o segundo aeroporto mais movimentado do país. Foi construído na década de 1980, começou com uma reforma em 1988 que foi interrompida pela Guerra do Golfo em 1991, após a invasão do Iraque de 2003 passou por reformas que acabaram em 2004.